# 富士通エンジニアリングテクノロジーズ
富士通エンジニアリングテクノロジーズ株式会社（ふじつうエンジニアリングテクノロジーズ、英: Fujitsu Engineering Technologies Limited）は、富士通グループのシステムインテグレーター（メーカー系）。略称はFETEC。神奈川県横浜市西区に本社を置いている。

## 概要
前身である日揮情報システム株式会社(略称 J-SYS)は日揮株式会社の情報子会社として1983年に設立され、日揮の基幹系システムの運用の請負や建設業向けのソリューション事業などを行なってきた。
2016年3月31日に富士通株式会社へ譲渡され現社名へと改称された。

## 沿革
- 1983年07月 - 日揮株式会社より分離・独立
- 1992年12月 - J-SYS Philippines Inc.(現在のFujitsu Engineering Technologies Philippines, Inc.)設立
- 1997年03月 - 通商産業大臣認定 『システムインテグレータ』取得
- 2000年04月 - パッケージソフトウェア販売部門を日揮情報ソフトウェア株式会社として分社化[3]
- 2004年07月 - ISO9001認証取得
- 2004年09月 - プライバシーマーク認定取得
- 2007年07月 - 株式会社コア・システムデザインと資本提携[4]
- 2009年04月 - 日揮情報ソフトウェア株式会社を吸収合併[3]
- 2016年03月 - 富士通エンジニアリングテクノロジーズ株式会社に社名変更[2]